# Korytowo (gromada w powiecie nowogardzkim)
Korytowo – dawna gromada, czyli najmniejsza jednostka podziału terytorialnego Polskiej Rzeczypospolitej Ludowej w latach 1954–1972.
Gromady, z gromadzkimi radami narodowymi (GRN) jako organami władzy najniższego stopnia na wsi, funkcjonowały od reformy reorganizującej administrację wiejską przeprowadzonej jesienią 1954 do momentu ich zniesienia z dniem 1 stycznia 1973, tym samym wypierając organizację gminną w latach 1954–1972.
Gromadę Korytowo z siedzibą GRN w Korytowie utworzono – jako jedną z 8759 gromad na obszarze Polski – w powiecie nowogardzkim w woj. szczecińskim na mocy uchwały nr V/48/54 WRN w Szczecinie z dnia 5 października 1954. W skład jednostki weszły obszary dotychczasowych gromad Jenikowo, Korytowo i Sąpolnica ze zniesionej gminy Długołęka oraz obszar dotychczasowej gromady Ostrzyca ze zniesionej gminy Błądkowo w tymże powiecie. Dla gromady ustalono 10 członków gromadzkiej rady narodowej.
1 stycznia 1962 gromadę zniesiono, a jej obszar włączono do gromad Dębice (miejscowości Korytowo i Jenikowo), Wierzbięcin (miejscowości Ostrzyca i Bromierz) i Wyszomierz (miejscowość Sąpolnica) w tymże powiecie.